# Świątynia Westy (Tivoli)
Świątynia Westy w Tivoli – rzymska świątynia zbudowana na początku I w. p.n.e. Wznosi się na wysokim podium. Znajduje się na planie koła, jest otoczona kolumnadą w porządku kompozytowym, fryz poniżej dachu zdobi girlandowa kompozycja.